# Mihail Csiaureli
Mihail Csiaureli (grúzul: მიხეილ ჭიაურელი; Tbiliszi, 1894. január 25. – Tbiliszi, 1974. október 31.) szovjet-grúz filmrendező, forgatókönyvíró, színész, ötszörös állami díjas, a Szovjetunió népművésze.

## Életpályája
Szülővárosában szobrászatot és festészetet tanult. 1920-1921 között rész vett a tbiliszi Forradalmi Szatírikus Színház megszervezésében. 1921-ben került színházhoz. 1922–1924 között Németországban élt és dolgozott mint szobrász, és így is folytatta pályáját miután 1924-ben visszatért Tbilisziben. Pályája során volt díszlettervező, színész és filmrendező is. Kezdetben filmszínészként is szerepelt. 1926–1928 között színész és rendező volt a Krasznij Proletkult Színházban Tbilisziben. 1928–1941 között a Grúz Zenés Vígszínház művészeti vezetője volt. 1928–1974 között 25 filmet rendezett. Az 1940-es évek végén, az 1950-es évek kezdetén nagy, romantikusan csillogó tablókat alkotott. Több ízben volt a Legfelsőbb Szovjet tagja. Az 1950-es évek közepén, amikor a szovjet alkotók új útra tértek, visszaköltözött Grúziába, és a tbiliszi stúdióban előbb dokumentum-, majd játékfilmeket forgatott.

### Munkássága
A grúz filmművészet egyik legkiemelkedőbb, de igen ellentmondásos alakja volt. Rendezői pályája elején főként történelmi tárgyú munkái méltán teremtették meg jó hírét. Felfogását líraiság és a témához mindig illő emelkedett ábrázolásmód jellemezte. A történelmi személyiség szerepét egyoldalúan eltúlozta, ezzel természetesen a tényeket is elferdítette. Emelkedettsége ekkor már retorikus pátosszá vált, és műveiből mesterkélt, a népi eposzok hangvételét utánozni kívánó naivitás áradt. Ez a fajta monumentalitás 1945–1954 között az egész szovjet filmművészetre rányomta bélyegét, ami Csiaureli szerepének is következménye. Nagy hatású, magával ragadó, munkásmozgalmi tematikájú eposza, A nagy tűzfény (1938) Magyarországon is sikert aratott.

## Magánélete
1914-ben házasságot kötött Veriko Andzsaparidze (1897-1987) orosz színésznővel. Leánya, Szofiko Csiaureli (1937–2008) szovjet-grúz színésznő, a Grúz SZSZK érdemes művésze. Fia, Otar Csiaureli (1917–1966) filmrendező.

## Filmjei

### Filmrendezőként
- Saba (1929)
- Az utolsó álarcosbál (Ukanaskneli maskaradi) (1934) (forgatókönyvíró is)
- Arsena (1937) (forgatókönyvíró is)
- Vihar Grúziában I.-II. (1942–1943)
- Az eskü (1946) (forgatókönyvíró is)
- Berlin eleste I.-II. (1949–1950) (forgatókönyvíró is)
- Feledhetetlen 1919 (Nezabyvaemyy 1919 god) (1951) (forgatókönyvíró is)

### Forgatókönyvíróként
- Khabarda (1931)

### Színészként
- Arsena Jorjiashvili (1921)
- A szuramszkajai erőd (Suramis tsikhe) (1922)
- Natela (1926)
- Khanuma (1926)

## Díjai
- Sztálin-díj (1941,[2] 1943, 1946-1947, 1950)

## Magyarul
- Pjotr Andrejevics Pavlenko–Mihail Csiaureli: Berlin eleste. Filmregény; ford. Szekeres József; Új Magyar Könyvkiadó, Bp., 1950

## Fordítás
- Ez a szócikk részben vagy egészben  a   Mikheil Chiaureli című angol Wikipédia-szócikk ezen változatának fordításán alapul.  Az eredeti cikk szerkesztőit annak laptörténete sorolja fel. Ez a jelzés csupán a megfogalmazás eredetét és a szerzői jogokat jelzi, nem szolgál a cikkben szereplő információk forrásmegjelöléseként.